# Бордо-Мару
Бордо-Мару (Bordeaux Maru) — судно, яке під час Другої світової війни взяло участь у операціях японських збройних сил на Маршаллових островах.
Бордо-Мару спорудили в 1923 році на верфі Kawasaki Dockyard у Кобе для компанії Kawasaki Kisen.
У грудні 1938-го на тлі японо-китайської війни судно реквізували для потреб Імперської армії Японії. 9 лютого 1941-го новим експлуатантом Бордо-Мару став Імперський флот Японії.
1 лютого 1942-го Бордо-Мару перебувало на атолі Вотьє, який цього дня став однією з цілей рейду американського з'єднання на Маршаллові острови та острови Гілберта. Внаслідок нападу на Вотьє загинуло кілька кораблів та суден, зокрема літаки з авіаносця USS Enterprise потопили Бордо-Мару, при цьому загинуло 3 члени екіпажу.